# Гонсалес-и-Серрано, Бартоломе
Бартоломе́ Гонса́лес-и-Серра́но (исп. Bartolomé González y Serrano; 1564[…], Вальядолид — 1627[…], Мадрид) — испанский художник.

## Биография
Родился в 1564 году в Вальядолиде. Живописи учился в том же городе. Не позднее 1607 года переехал в Мадрид. В Мадриде Гонсалес писал в основном портреты, в первую очередь, портреты короля и членов королевской семьи. С 1617 года занимал официальную должность придворного художника. При создании портретов ориентировался на художественные традиции своих предшественников, таких, как Антонис Мор (ок. 1519—1576), Алонсо Санчес Коэльо (ок. 1531—1588) и Хуан Пантоха де ла Крус (1553—1608).
В течение двадцати лет с 1607 по 1697 год Гонсалес написал девяносто один портрет членов королевской семьи (включая многочисленные копии с работ других художников, изображавших предков правившего в то время монарха — Филиппа III). Гонсалес был известен своей тщательностью в изображении украшений и одежд. Им также были созданы несколько картин религиозного содержания («Иоанн Креститель», «Отдых на пути в Египет»), которые, будучи выполненными менее сухо, чем официальные портреты, обнаруживают влияние Караваджо. 
Также Гонсалес писал натюрморты, пейзажи, портреты лиц, не принадлежавших к королевской семье, и копии картин других мастеров (в частности, Рафаэля и Тициана). Эта часть наследия художника известна плохо и недостаточно выявлена.
Скончался в Мадриде в 1627 году.

## Галерея

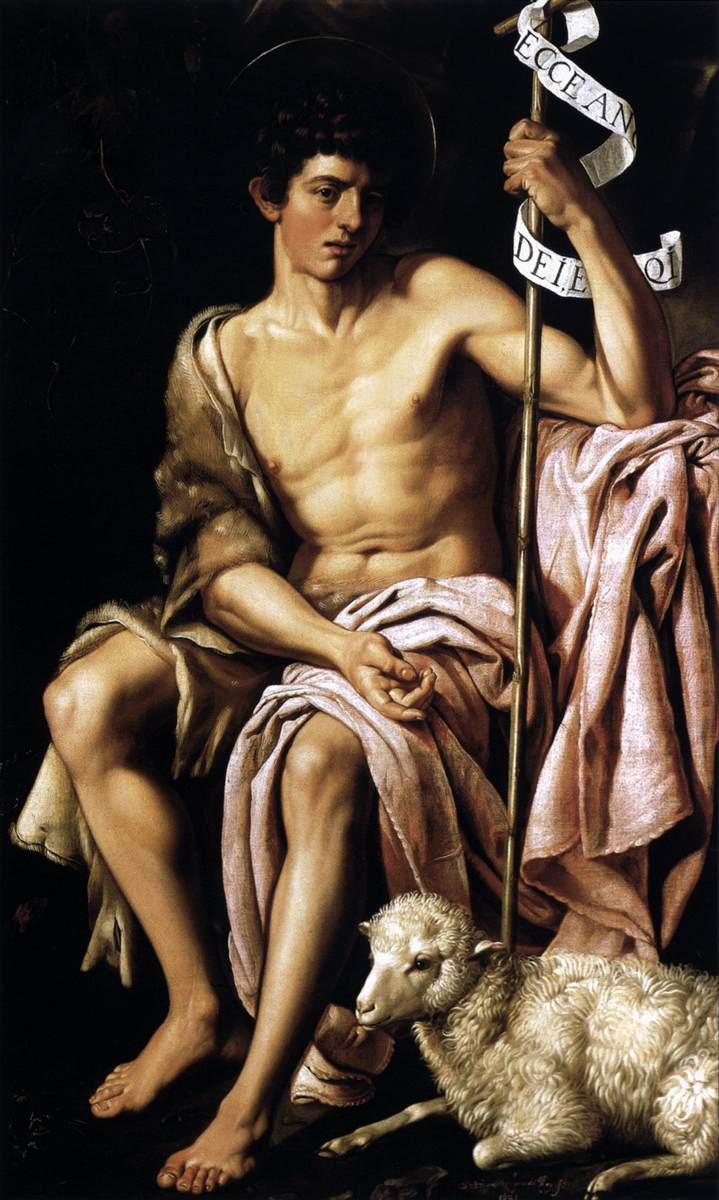
Иоанн Креститель, Музей изобразительных искусств (Будапешт).
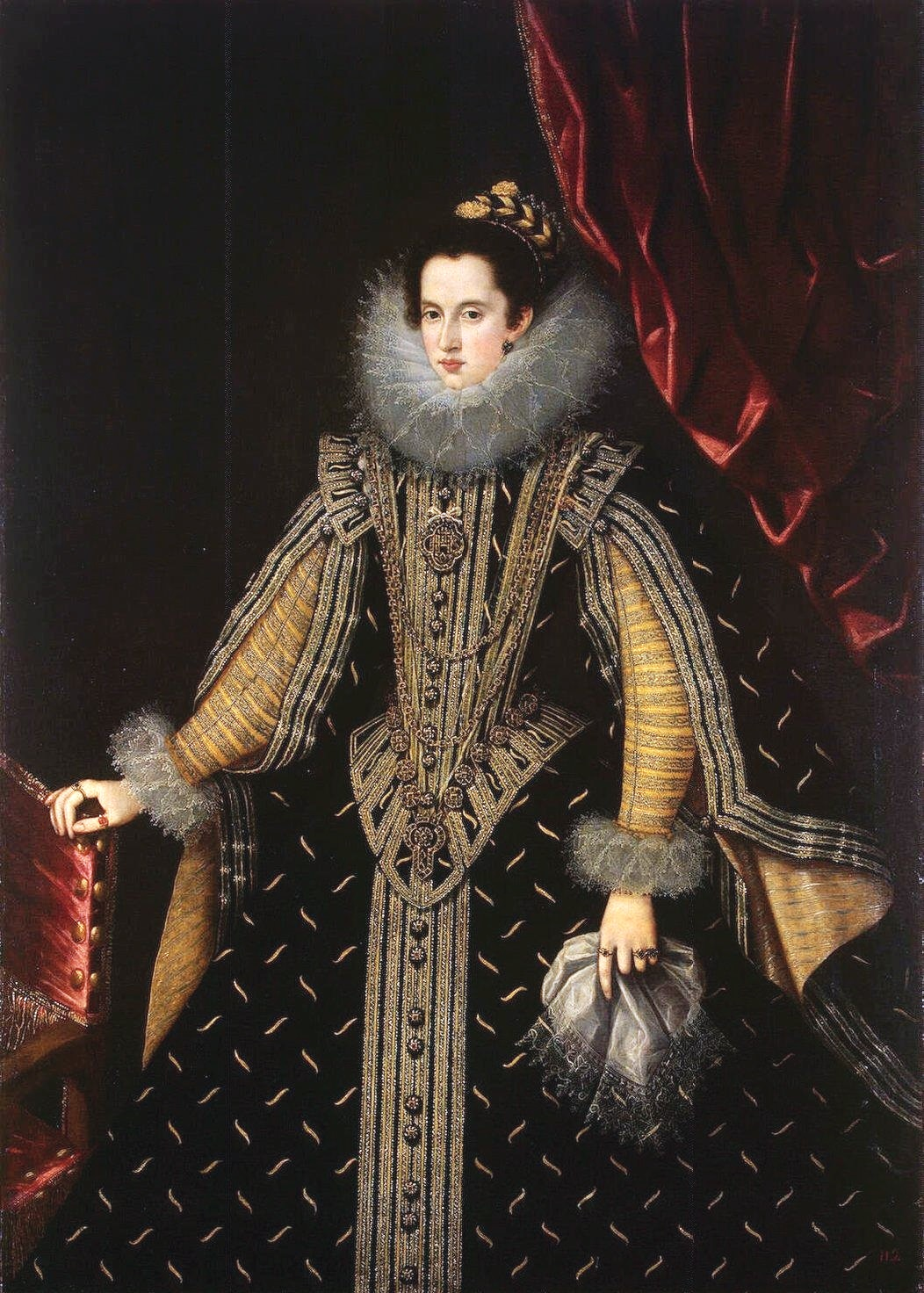
Портрет Маргариты, герцогини Пармской (1588—1646). Государственный Эрмитаж.
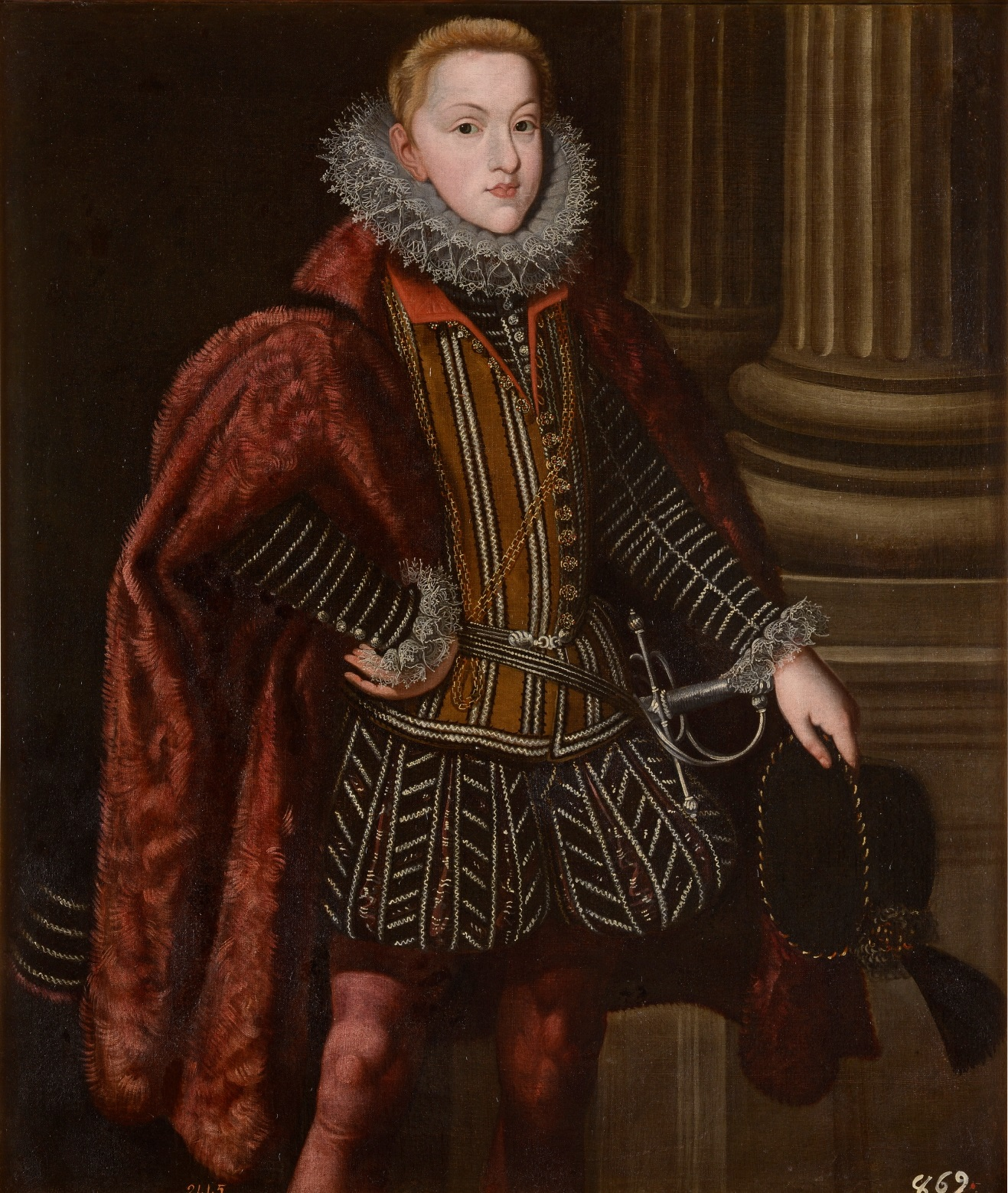
Портрет эрцгерцога Леопольда Фердинанда Австрийского (1586—1632). Музей Прадо, Мадрид.
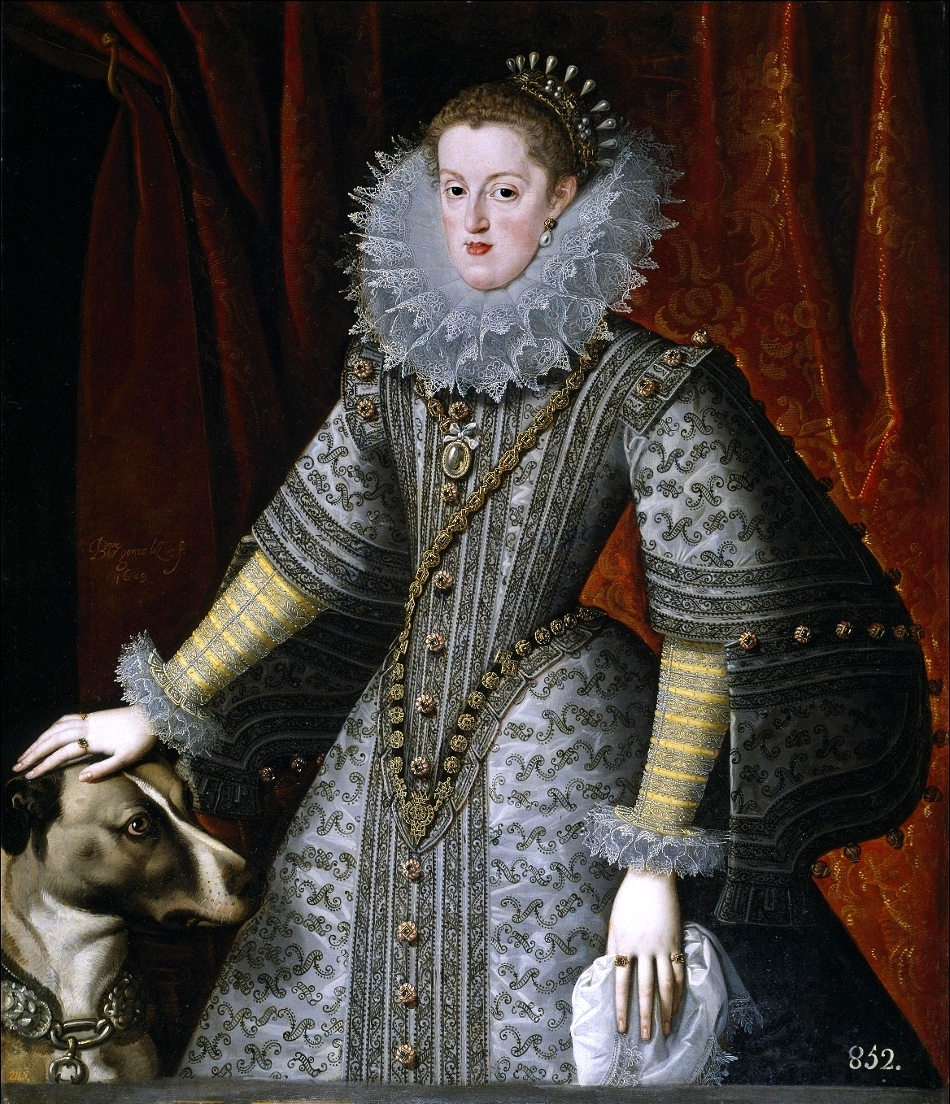
Портрет королевы Испании Маргариты Австрийской (1584—1611). Музей Прадо.
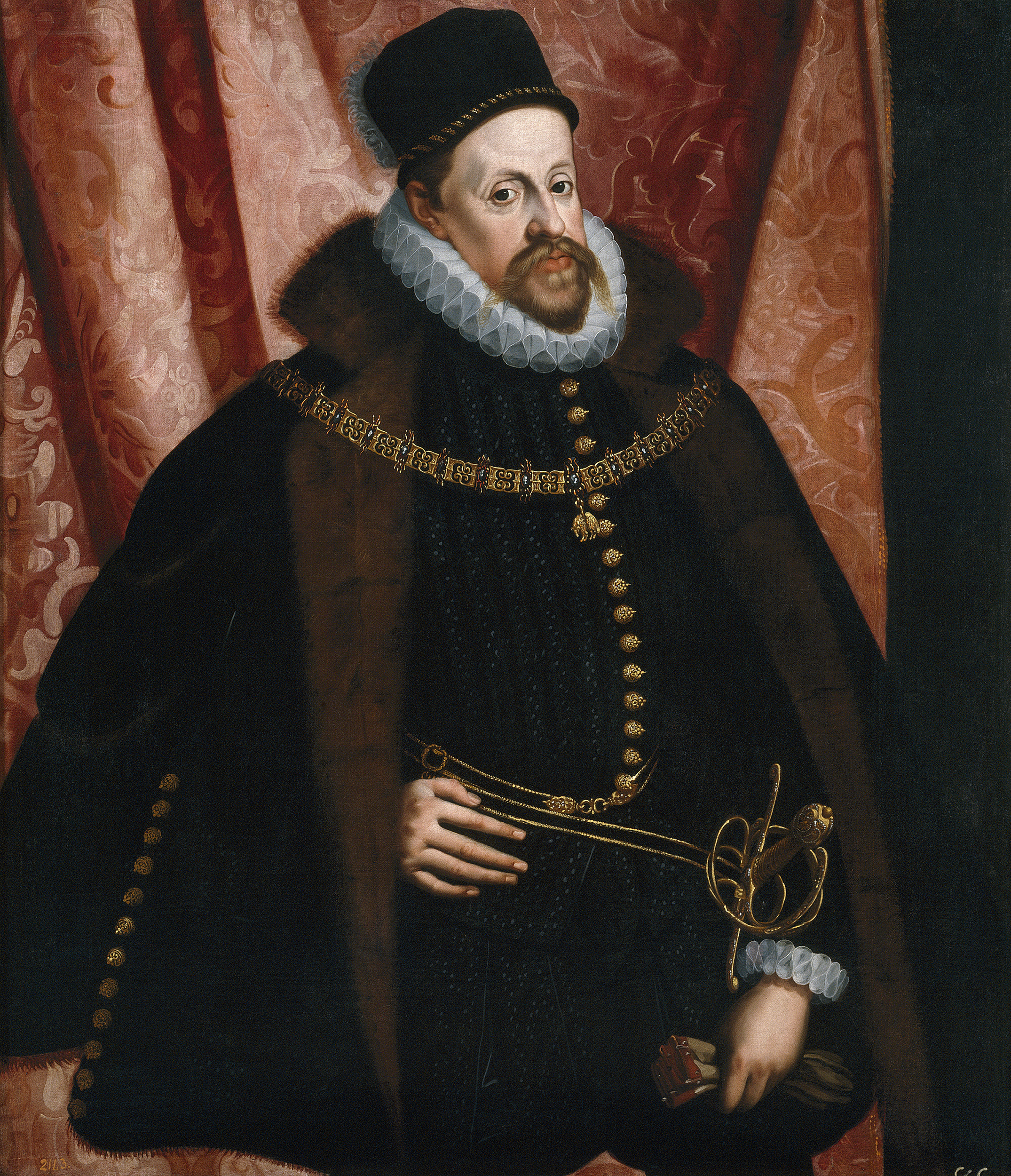
Портрет эрцгерцога Карла Австрийского (1540—1590), отца королевы. Музей Прадо.
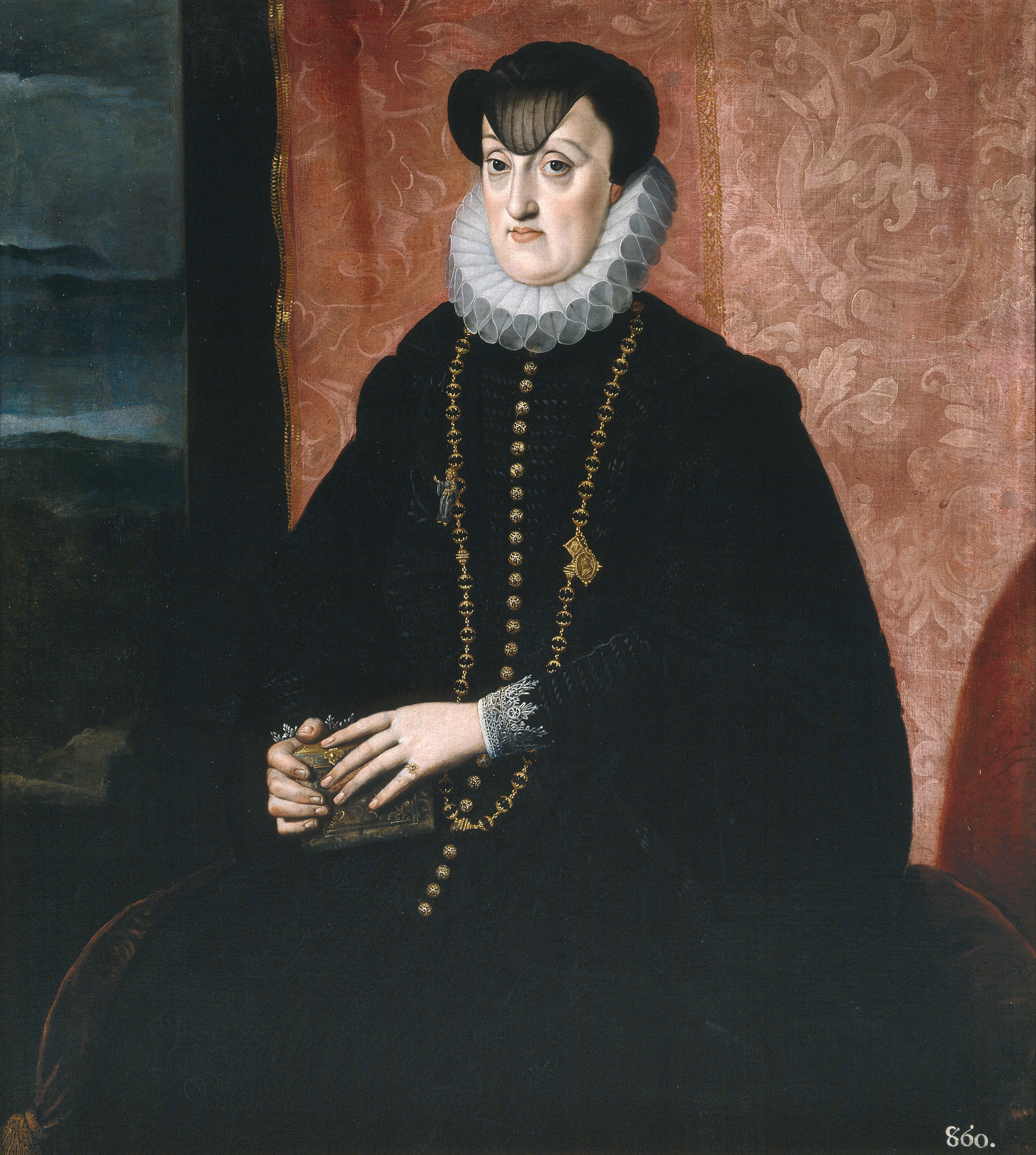
Портрет Марии-Анны Баварской (1551—1608), материи королевы Маргариты. Музей Прадо.
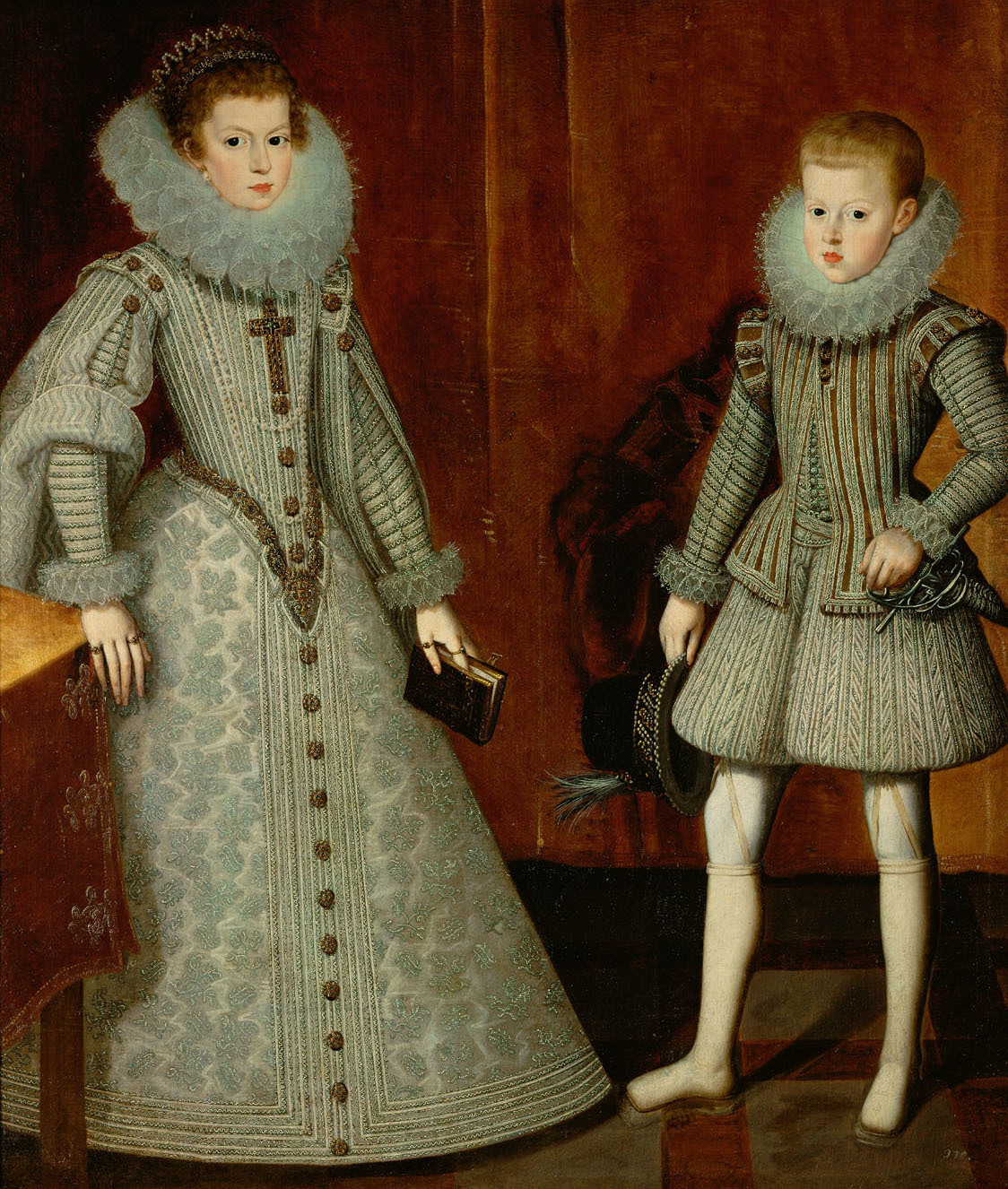
Портрет принца Филиппа, будущего короля Филиппа IV и его сестры инфанты Анны, будущей королевы Франции Анны Австрийской. Музей истории искусств (Вена).
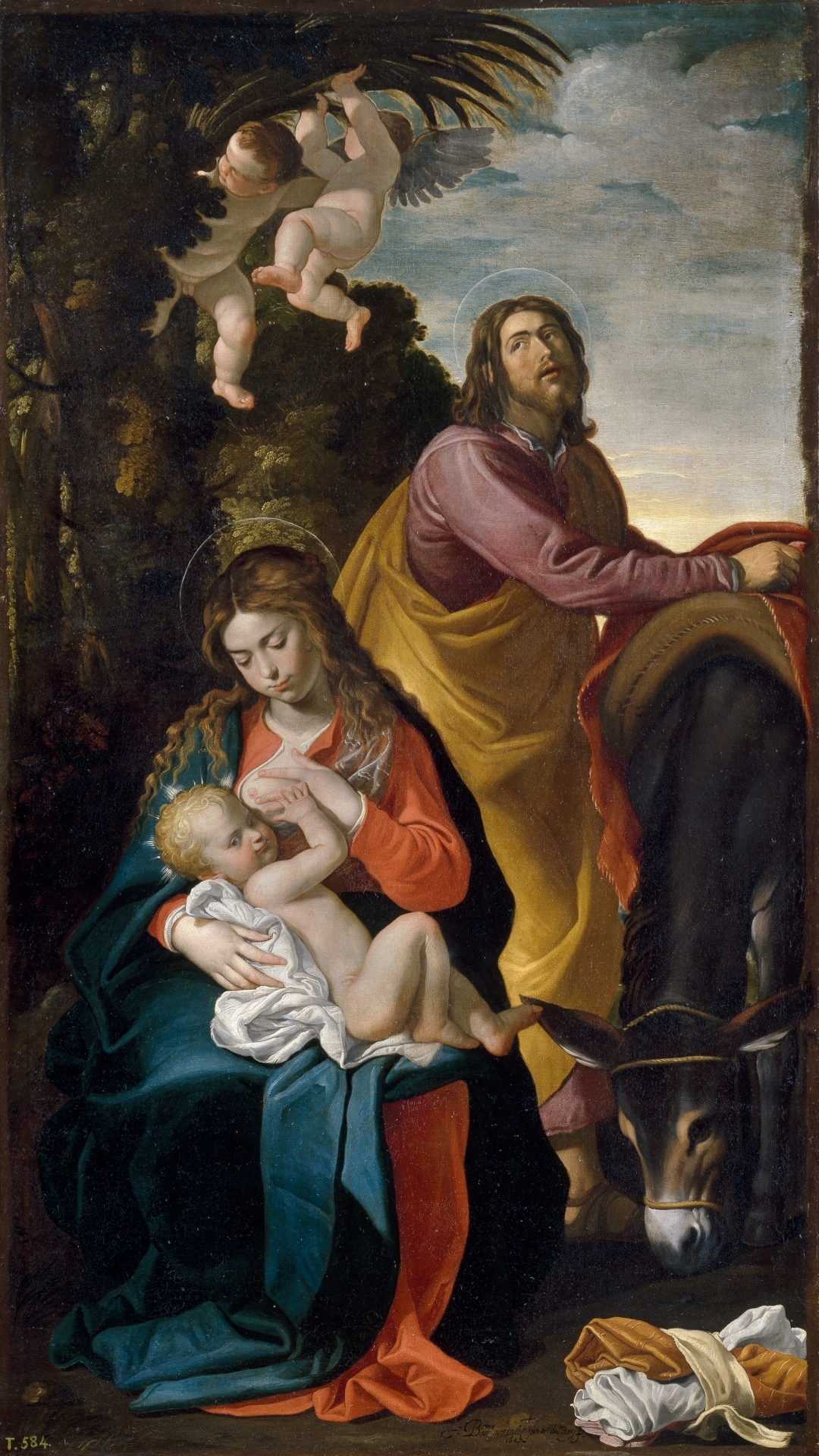
Отдых на пути в Египет.  Музей Прадо.